# Eudontomyzon hellenicus
The Greek lamprey (Eudontomyzon hellenicus) là một loài jawless fish in the Petromyzontidae. Nó là loài đặc hữu của Hy Lạp. Các môi trường sống tự nhiên của chúng là sông and freshwater springs. Nó bị đe dọa do mất môi trường sống.